# جاسبر (فلوريدا)
جاسبر (بالإنجليزية: Jasper)‏ هي مدينة أمريكية تقع في ولاية فلوريدا. تبلغ مساحة هذه المدينة 5.1 (كم²)،ويبلغ عدد سكانها 1780 نسمة حسب إحصاء سنة 2010 م 1780.تشير إحصاءات سنة 2000م بأن الكثافة السكانية في هذه المدينة تقدر بـ(349) نسمة/كم2 

## أعلام
- دون براينت
- ليليان سميث
- أليكس براون
- أرت سميث